# Isla de Panglao

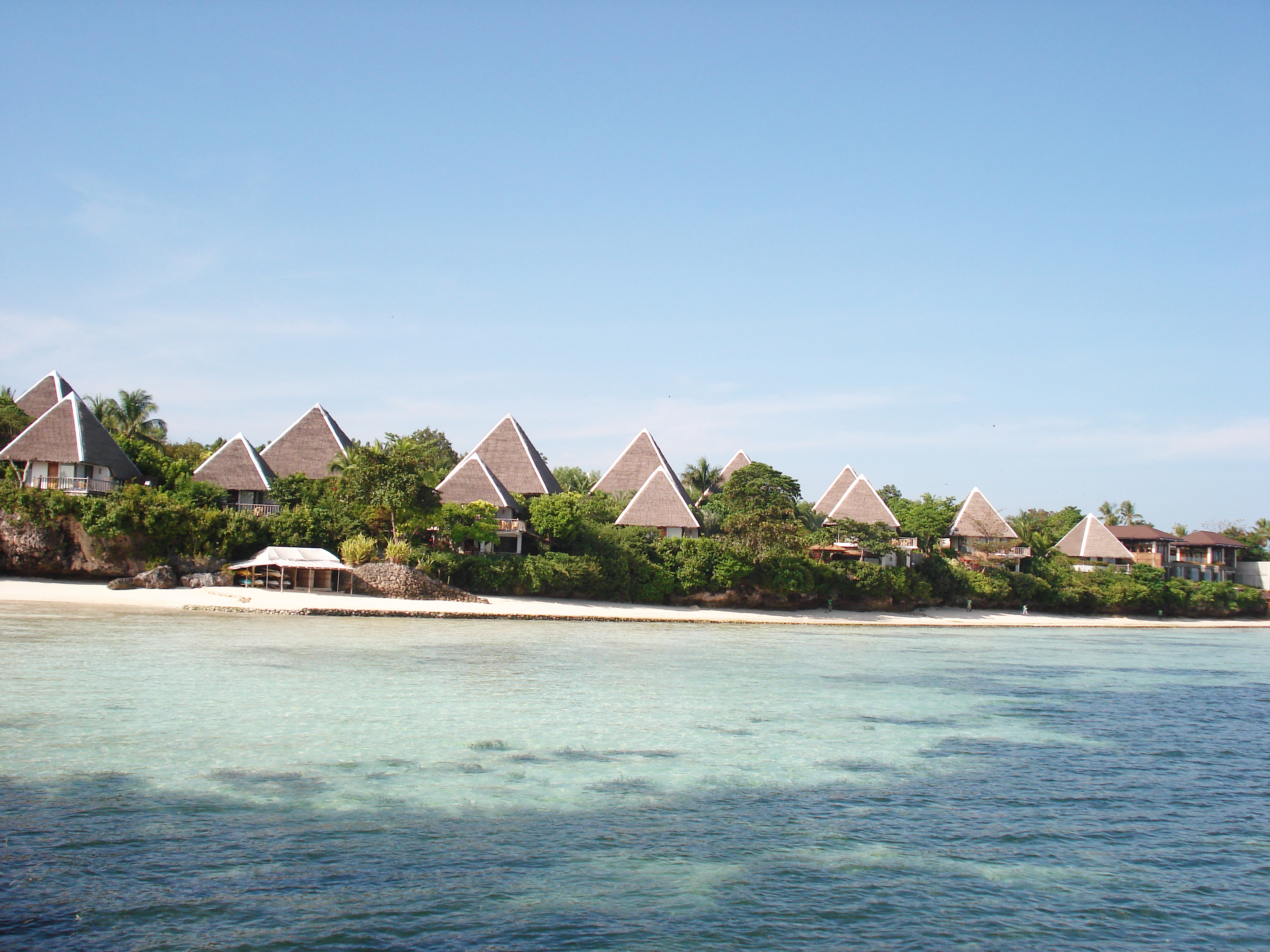
Cabañas a lo largo de la orilla.

Panglao es una isla de la provincia de Bohol en Filipinas. Se divide administrativamente en dos localidades: Dauis y Panglao.

## Geografía

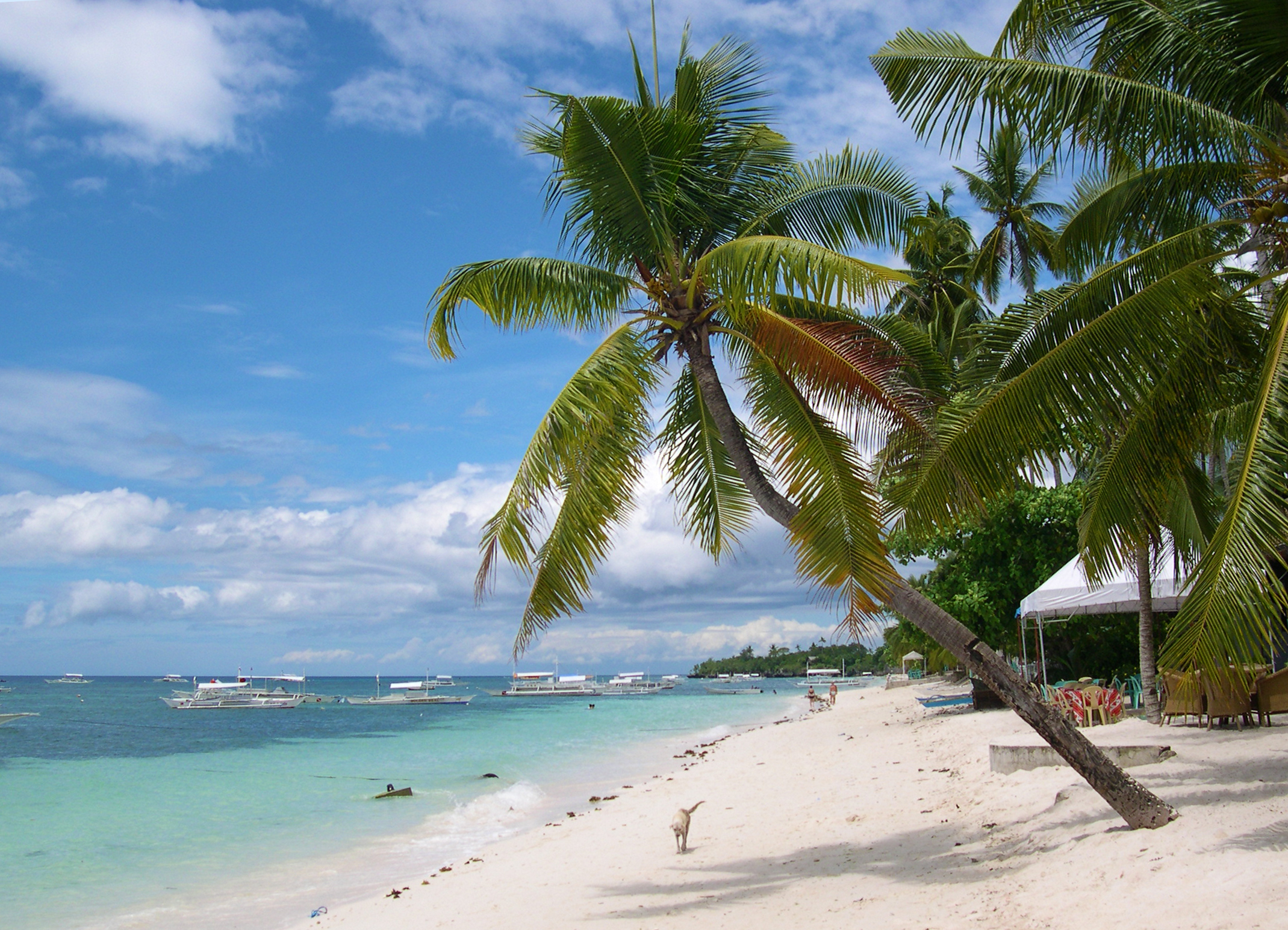

La isla tiene un área de 91.12 km.2 Está dentro de la provincia de Bohol, y comprende dos municipios: Dauis y Panglao. La isla de Panglao está situada al suroeste de la isla de Bohol y al este y sur de Cebú.
Panglao tiene un terreno que va desde llano, con colinas a montañoso.  Panglao está formada por piedra caliza. La composición de la caliza retrasó el desarrollo del aeropuerto internacional ya que caliza coralina es soluble, lo que provoca la formación de cuevas y sumideros. Un rasgo geológico interesante que se encuentra en la isla es la Cueva de Hinagdanan que tiene una fuente de agua subterránea. La cueva es una importante fuente de agua ya que la isla no tiene ríos ni lagos.
Panglao es un destino turístico popular en Filipinas e incluye varias islas pequeñas, como Gak-ang, Pontod y Balicasag, y está cerca de la isla de Pamalican.
Tiene una población de 79.216 habitantes.

## Historia
Panglao era conocida por chinos, malayos, siameses y  los comerciantes indonesios. 

## Biodiversidad
Alrededor de 250 nuevas especies de crustáceoss y 2500 nuevas especies de moluscoss se encuentran alrededor de la isla. El descubrimiento fue obra del Proyecto de Biodiversidad Marina de Panglao. El proyecto descubrió que sólo Panglao tiene más biodiversidad marina que Japón y el Mar Mediterráneo.

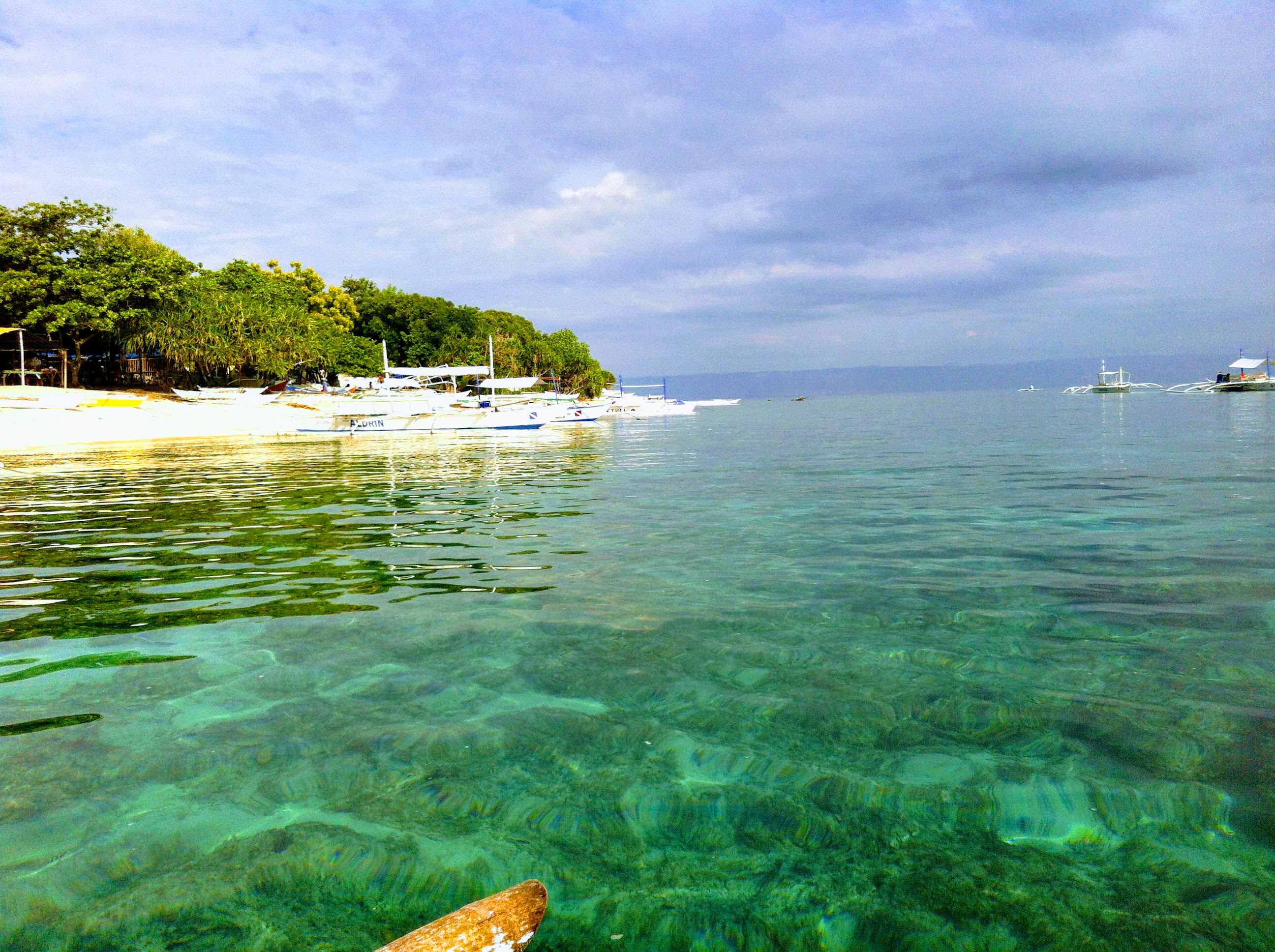
Santuario Marino de Balicasag

## Turismo

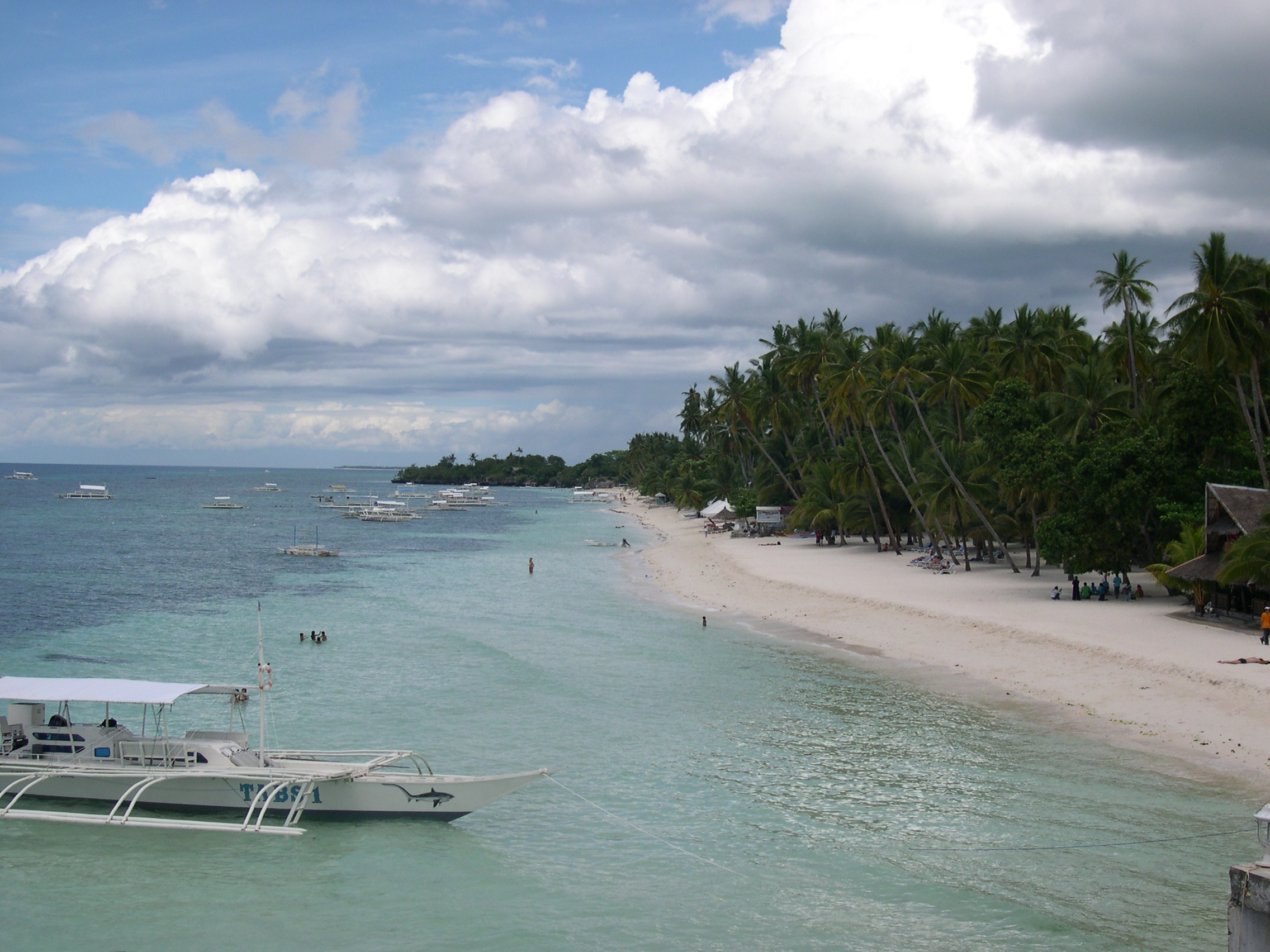
Vista general de la playa de Alona

La isla de Panglao es uno de los principales destinos turísticos de Filipinas. La playa de Alona es el punto turístico más popular de la isla, conocida por su arena blanca y sus aguas claras. También hay muchas atracciones para los turistas, como el buceo, la observación de delfines, el snorkel, el kitesurf y la pesca.

## Transporte
El Aeropuerto Internacional de Bohol-Panglao (TAG) es el principal aeropuerto internacional de la provincia de Bohol. El aeropuerto abrió en noviembre de 2018 sustituyendo al Aeropuerto Tagbilaran y sirve a la isla de Panglao y al resto de Bohol. Hay vuelos diurnos casi cada hora hacia y desde Manila de Cebu Pacific, Air Asia y Philippine Airlines. También hay servicio a Dávao, Cagayán de Oro y Puerto Princesa. Se prevé que los vuelos internacionales comiencen en 2020. El tiempo de viaje en ferry rápido a Cebú es de menos de 2 horas. El aeropuerto internacional de Mactan-Cebu (CEB) es una puerta de entrada al centro de Filipinas para los turistas internacionales.
Hay un servicio regular de autobús con aire acondicionado desde el aeropuerto hasta Tagbilaran City (Island City Mall y v/v PHP 50 en cada dirección) y una ruta circular hasta la playa de Alona. Los viajes cortos suelen hacerse en triciclo-taxi, con tarifas negociables.
La isla está conectada con la isla principal de Bohol por dos puentes: el puente Suárez y el puente del Gobernador Borja.